# The New Archies
The New Archies é uma série animada de televisão americana produzida pela DiC Entertainment, baseada nos personagens da Archie Comics. A série, originalmente produzida para a programação da manhã da NBC e transmitida em 1987, mostrava os personagens Archie Andrews, Betty Cooper, Veronica Lodge, Jughead Jones, Reggie Mantle e outros estudantes da Riverdale High School como pré-adolescentes no ensino médio.

## Elenco
- J. Michael Roncetti como Archie Andrews
- Lisa Coristine como Betty Cooper
- Alyson Court como Veronica Lodge
- Michael Fantini como Jughead Jones
- Sunny Besen Thrasher como Reggie Mantle
- Rex Hagon como Hot Dog
- Marvin Goldhar como o Sr. Weatherbee
- Colin Waterman como Eugene
- Greg Swanson como treinador
- Karen Burthwright como Amani
- Victor Erdos como Big Moose
- Jazzmin Lausanne como Big Ethel
- Linda Sorenson como Miss Grundy